# Pelleautier
Pelleautier település Franciaországban, Hautes-Alpes megyében. Lakosainak száma 839 fő (2022. január 1.). Pelleautier Châteauneuf-d’Oze, La Freissinouse, Gap, Manteyer, Neffes és Sigoyer községekkel határos.

## Népesség
A település népességének változása:
| Lakosok száma | 206  | 321  | 378  | 520  | 662  | 684  | 715  | 763  | 810  | 839  |
|               | 1968 | 1982 | 1990 | 2006 | 2013 | 2015 | 2017 | 2019 | 2020 | 2022 |